# Something to Sing About (2000)
Something to Sing About ist eine US-amerikanische Filmkomödie von Charlie Jordan aus dem Jahr 2000 mit Darius McCrary in der Hauptrolle. Der Film wurde für das US-amerikanische Fernsehen gedreht, wo er am 10. Juni 2000 erstaufgeführt wurde.
Produziert wurde der Film von der Produktionsfirma World Wide Pictures, die sich zur Aufgabe gesetzt hat, die Lehren des Erweckungspredigers Billy Graham zu verbreiten. Graham selbst hat einen Cameo-Auftritt im Film.

## Handlung
Tommy ist ein Kleinkrimineller. Er trifft eine alte Lady namens Memaw. Sie bringt ihn dazu, sich seinem Talent, dem Gesang, zu widmen. Memaw ermutigt Tommy, in einen Kirchenchor einzutreten und dort zu singen. Mit Memaws Enkelin Lilly macht Tommy ein ganz spezielles Duett.
Tommys Freund G Smooth dagegen ist skeptisch und bleibt auf der Straße. Er versucht, Tommy wieder in die Drogenszene zurückzuziehen. Doch Tommy bleibt der Kirche und auch Lilly treu.

## Hintergrund
Der Film wurde in Los Angeles gedreht.
Something to Sing About ist nicht zu verwechseln mit dem Musikfilm Musik in den Fäusten (Originaltitel: Something to Sing About) aus dem Jahr 1937 von Victor Schertzinger, in dem James Cagney die Hauptrolle spielt.

## Kritiken
Die Redaktion von Rotten Tomatoes schrieb, der  „herzerwärmende“ Film habe viel Geist und warte mit einigen großen Gesangstalenten auf. Dr. Ted Baehr vom Movieguide bescheinigte dem Film, er vermittle „Hoffnung für jeden, der sich jemals allein oder entfremdet gefühlt habe“. Besonders christliche Organisationen äußerten sich positiv zum Film und lobten vor allem die Stimmung im Film, dazu etwa Michael Little, Präsident von CBN: „Eine inspirierende Geschichte.“, Phil Boatwright von The Dove Foundation: „Fesselnd und spirituell einträglich.“ oder Bob Ivers von Bob’s Reviews: „Der Film gab meiner Seele einen wundervollen Auftrieb. Die Figuren werden lebendig.“ Ramona Cramer Tucker schrieb in Today’s Christian Woman: „Mit Humor besprenkelt, blühender Romantik und der Wirklichkeit Gottes unfehlbarer Liebe.“ Paul F. Crouch, Präsident des Trinity Broadcasting Network, bescheinigt dem Film Einfluss in der Gesellschaft, indem er sagte: „Genau ins Schwarze. [Der Film] wird die geöffnete Wunde in unserer Gesellschaft aufdecken.“